# المحالى (إب)

تعديل مصدري - تعديل

المحالى محلة تابعة لقرية المغسال، التابعة لعزلة بني مدسم بمديرية إب إحدى مديريات محافظة إب في الجمهورية اليمنية.، بلغ تعداد سكانها 168 حسب تعداد اليمن لعام 2004.